# Урубупунга
Урубупунга́ (порт. Salto de Urubupungá) — ранее существовавший водопад на реке Парана на границе штатов Сан-Паулу и Мату-Гросу-ду-Сул в Бразилии. Имел ширину 2012 метров, высоту 13 метров (в каскаде из двух порогов), расход воды 2747 кубометров в секунду.
Был затоплен вследствие повышения уровня реки в результате строительства ГЭС имени Соуза Диаса (ранее — до строительства «Итайпу» — самой крупной гидроэлектростанции в Бразилии).